# Mukáchevo
Mukáchevo (en ucraniano: Мукачево) es una ciudad ucraniana perteneciente al óblast de Transcarpacia. Situada en el oeste del país, sirve como centro administrativo del raión de Mukáchevo y centro del municipio (hromada) homónimo.

## Toponimia
El lugar también se conoce con un nombre similar en otros idiomas de importancia local (en húngaro: Munkács; en rusino: Мукачово; en ruso: Мукачево). En otros idiomas el nombre es distinto (en rumano: Munceag; en alemán: Munkatsch; en yidis: מונקאַטש‎, romanizado: Munkatsh'; en eslovaco: Mukačevo).

## Geografía
Mukáchevo se ubica junto al río Latorica, 40 km al sureste de Úzhgorod.

### Clima
| Parámetros climáticos promedio de Mukacheve | Parámetros climáticos promedio de Mukacheve | Parámetros climáticos promedio de Mukacheve | Parámetros climáticos promedio de Mukacheve | Parámetros climáticos promedio de Mukacheve | Parámetros climáticos promedio de Mukacheve | Parámetros climáticos promedio de Mukacheve | Parámetros climáticos promedio de Mukacheve | Parámetros climáticos promedio de Mukacheve | Parámetros climáticos promedio de Mukacheve | Parámetros climáticos promedio de Mukacheve | Parámetros climáticos promedio de Mukacheve | Parámetros climáticos promedio de Mukacheve | Parámetros climáticos promedio de Mukacheve |
| Mes                                         | Ene.                                        | Feb.                                        | Mar.                                        | Abr.                                        | May.                                        | Jun.                                        | Jul.                                        | Ago.                                        | Sep.                                        | Oct.                                        | Nov.                                        | Dic.                                        | Anual                                       |
| ------------------------------------------- | ------------------------------------------- | ------------------------------------------- | ------------------------------------------- | ------------------------------------------- | ------------------------------------------- | ------------------------------------------- | ------------------------------------------- | ------------------------------------------- | ------------------------------------------- | ------------------------------------------- | ------------------------------------------- | ------------------------------------------- | ------------------------------------------- |
| Temp. media (°C)                            | -2.7                                        | -0.5                                        | 4.5                                         | 10.5                                        | 15.3                                        | 18.2                                        | 20.0                                        | 19.4                                        | 15.5                                        | 10.2                                        | 4.7                                         | 0.1                                         | 9.6                                         |
| Precipitación total (mm)                    | 46                                          | 39                                          | 40                                          | 47                                          | 70                                          | 87                                          | 78                                          | 70                                          | 50                                          | 46                                          | 51                                          | 59                                          | 683                                         |
| Fuente: Climate-Data.org                    |                                             |                                             |                                             |                                             |                                             |                                             |                                             |                                             |                                             |                                             |                                             |                                             |                                             |

## Historia
Las excavaciones arqueológicas sugieren que aquí existieron asentamientos tempranos antes de la Edad Media. Se han encontrado un oppidum celta y un centro de metalistería que existió entre los siglos III y I a. C., entre los montes Halish y Lovachka. En el monte Tupcha se halló un fuerte tracio de la Edad del Hierro (siglo X a. C.). Alrededor del siglo I, la zona fue ocupada por los carpos, quienes expulsaron a los celtas locales. Los eslavos se asentaron en el territorio en el siglo VI.
En 895, las tribus húngaras entraron en la cuenca de los Cárpatos a través del paso de Veretski, a unos 60 km al norte de la actual Mukáchevo. En 1397, Segismundo de Luxemburgo, emperador del Sacro Imperio Romano Germánico, cedió la ciudad y sus alrededores a su primo lejano, el príncipe exiliado del Gran Ducado de Lituania, Teodoro Koriatovich, quien administraba la región rutena de Podolia del Gran Ducado de Lituania hasta que fue exiliado por desobediencia por el Gran Duque Vitautas el Grande en 1392. Teodoro se convirtió así en vasallo de Hungría y asentó a muchos rutenos en el territorio. Sin embargo, otras fuentes afirman que Teodoro compró la ciudad y sus alrededores en 1396. Durante el siglo XV, la ciudad prosperó y se convirtió en un importante centro artesanal y comercial de la región. En 1445, se convirtió en ciudad real libre húngara. También se le concedieron los derechos de Magdeburgo.
Durante el siglo XVI, Munkács pasó a formar parte del principado de Transilvania. El siglo XVII (de 1604 a 1711) fue una época de lucha continua contra las intenciones expansionistas del Imperio Habsburgo en el principado. En 1678, la Revuelta antihabsburgo de Emérico Thököly comenzó en Munkács. La región también desempeñó un papel importante en la guerra de Independencia de Rákóczi. En el Imperio austrohúngaro, la ciudad siempre se llamó por su nombre húngaro, Munkács.

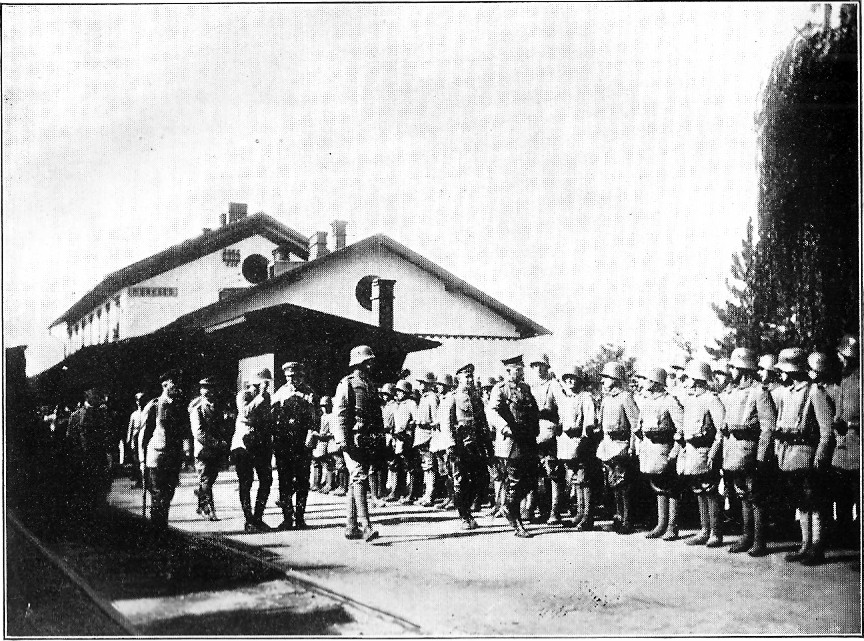
En 1917, el káiser alemán visitó en la estación, a su paso por Munkács, al Batallón de Cazadores de Reserva nº 23, que venía del frente de los Cárpatos.

Tras la derrota de Francisco Rákóczi II, la ciudad quedó bajo control austriaco a mediados del siglo XVIII como parte del reino de Hungría y se convirtió en una fortaleza clave de la monarquía de los Habsburgo. En 1726, el castillo de Palanok y la ciudad, que antes de 1711 pertenecían a la familia Rákóczi, fueron cedidos por los Habsburgo a la familia Schönborn, quienes impulsaron la expansión de la ciudad. También asentaron a muchos alemanes en el territorio, lo que propició un auge económico en la región. Entre 1796 y 1897, el castillo de la ciudad, hasta entonces una sólida fortaleza, se convirtió en prisión. El héroe nacional griego Aléxandros Ipsilantis estuvo preso en el castillo de Palanok entre 1821 y 1823.
En 1919, tras el acuerdo entre los rusino-americanos y Tomáš Masaryk sobre la incorporación de la Rutenia subcarpática a Checoslovaquia, esta fue ocupada en su totalidad por tropas checoslovacas. El 4 de junio de 1920, Mukáchevo pasó a formar parte oficialmente de Checoslovaquia mediante el tratado de Trianón. En noviembre de 1938, Hungría reanexionó una parte del territorio del antiguo reino de Hungría como parte del Primer arbitraje de Viena.
Sin demora, las nuevas autoridades decretaron la expulsión de todos los judíos sin ciudadanía húngara. Como consecuencia, los judíos polacos y rusos, residentes de la región de Transcarpacia, ahora bajo control húngaro, y también de Mukáchevo, así como los judíos nativos que no pudieron demostrar su ciudadanía, fueron deportados a través de la frontera ucraniana, donde fueron entregados al comando alemán Einsatzgruppe, dirigido por Friedrich Jeckeln. El 27 y 28 de agosto de 1941, todos fueron asesinados por los alemanes en la masacre de Kamianets-Podilski. Aun así, la población de Mukáchevo todavía tenía un importante componente judío, hasta 1944, cuando todos los judíos restantes fueron deportados al campo de concentración de Auschwitz por Adolf Eichmann. El 26 de octubre de 1944, la ciudad fue capturada por el Ejército Rojo durante la ofensiva de los Cárpatos Orientales.
Inicialmente, el territorio fue cedido a la reconstituida Checoslovaquia, que posteriormente se incorporó a la Unión Soviética en 1945 mediante un tratado entre ambos países. La Unión Soviética inició una política de expulsión de la población húngara. En 1945, la ciudad fue cedida a la República Socialista Soviética de Ucrania y actualmente se encuentra bajo la soberanía de Ucrania. Desde 2002, Mukáchevo es la sede de la diócesis católica de Mukáchevo. La 128.ª Brigada de Asalto de Montaña de las Fuerzas Terrestres de Ucrania ha estado estacionada en Mukáchevo desde la Segunda Guerra Mundial. Durante la Guerra Fría, albergó la base aérea de Mukáchevo y una estación de radar.
El 11 de julio de 2015, en Mukáchevo se produjo un enfrentamiento armado entre el Ministerio del Interior de Ucrania y el partido neonazi Sector Derecho.

## Demografía
La evolución de la población de Mukáchevo entre 1866 y 2022 fue la siguiente:
| 8600                                                          | 17 000 | 20 800 | 31 600 | 46 423 | 57 414 | 71 864 | 84 521 | 82 346 | 84 163 | 85 959 | 85,569 |
| (Fuente: Cities & Towns of Ukraine y UKRAINE: Größere Städte) |        |        |        |        |        |        |        |        |        |        |        |

Según el censo de 2001, el 77,13% de la población son ucranianos, el 8,97% son rusos, el 8,54% son húngaros, el 1,95% son alemanes y el 1,38% son gitanos. En cuanto al idioma, la lengua materna de la mayoría de los habitantes, el 77,63%, es el ucraniano; del 10,72% es el ruso; del 9,64%, el húngaro y el ruso, del 1,12%.

## Economía
La ciudad alberga fábricas de las industrias de cerveza, vino, tabaco, textiles, muebles y alimentación. En el centro de la ciudad se encuentra el bazar más grande del óblast de Transcarpacia.

## Infraestructura

### Arquitectura, monumentos y lugares de interés
El principal monumento de la ciudad es el castillo de Palanok del siglo XIV. El castillo de Munkács desempeñó un papel importante durante las revueltas antihabsburgo en este territorio y en la actual Eslovaquia (1604-1711), especialmente al comienzo de la revuelta antihabsburgo de Imre Thököly (1685-1688), así como al comienzo de la revuelta de Francisco Rákóczi II (principios del siglo XVIII). 

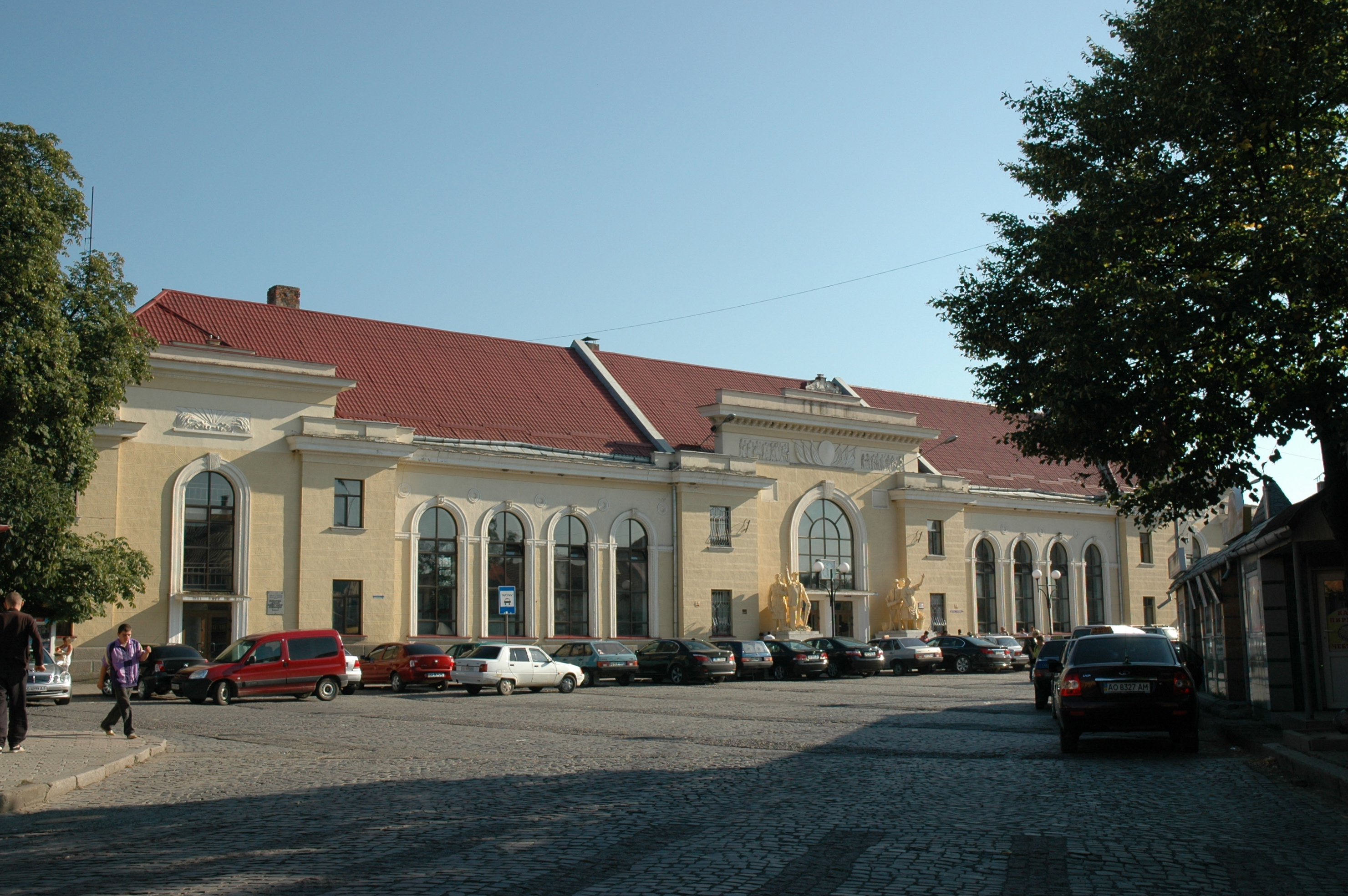
Estación de trenes de Mukáchevo

Otros monumentos religiosos son el monasterio de San Nicolás o la iglesia de madera construida en estilo arquitectónico ucraniano, de siglo XVIII.

### Transporte
Mukáchevo se encuentra en la línea ferroviaria Leópolis-Stryi-Chop, que tiene dos vías desde Mukáchevo y más allá de Chop hasta las estaciones fronterizas con Eslovaquia y Hungría. Los trenes de larga distancia circulan diariamente entre Mukáchevo y Budapest.

## Cultura

### Arte
En la ciudad funciona el Teatro Dramático de Mukáchevo.

### Deporte
El equipo de fútbol principal es MFA Mukáchevo, que juega en la Segunda Liga de Ucrania.

## Galería

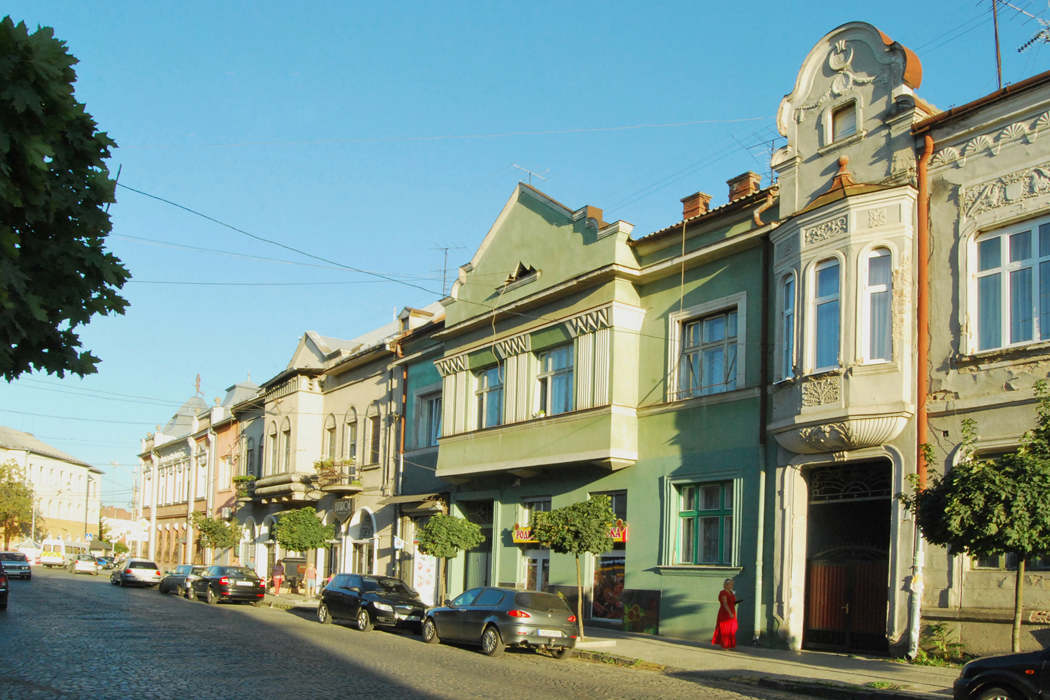
Calles del centro histórico de Mukáchevo
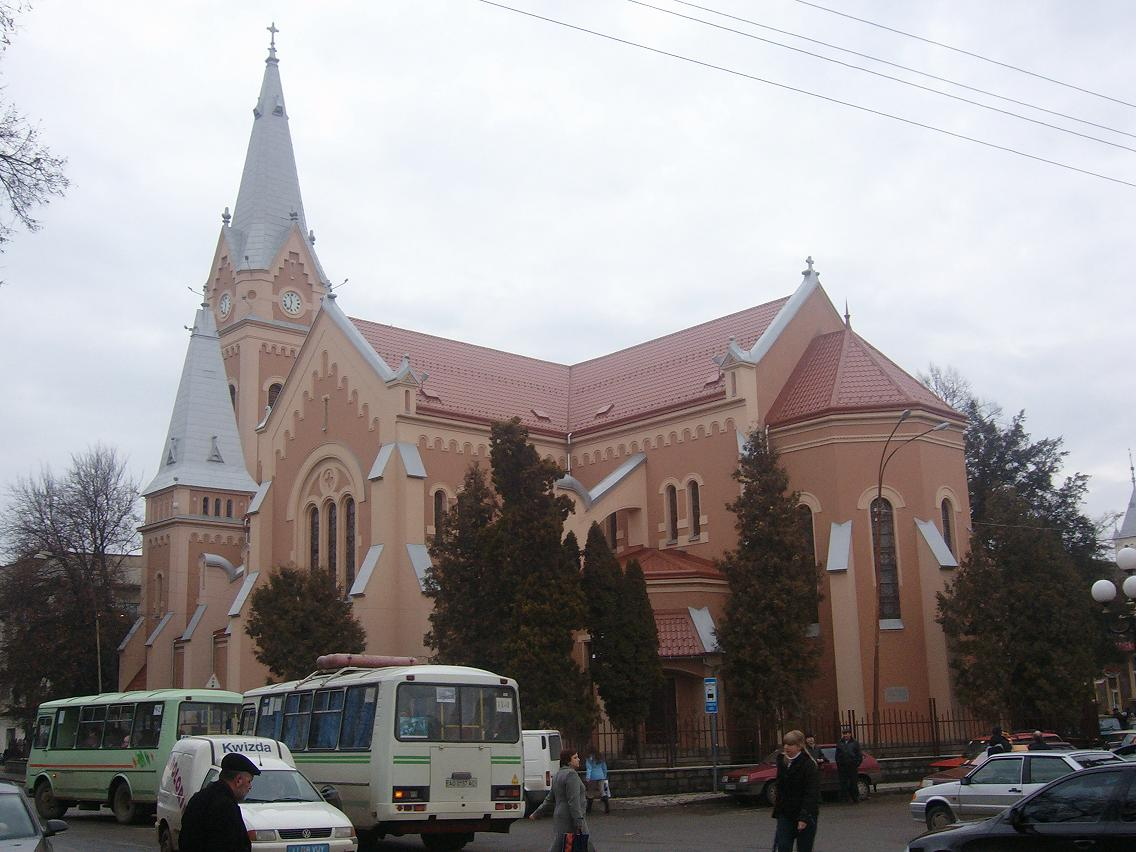
Catedral católica de Mukáchevo
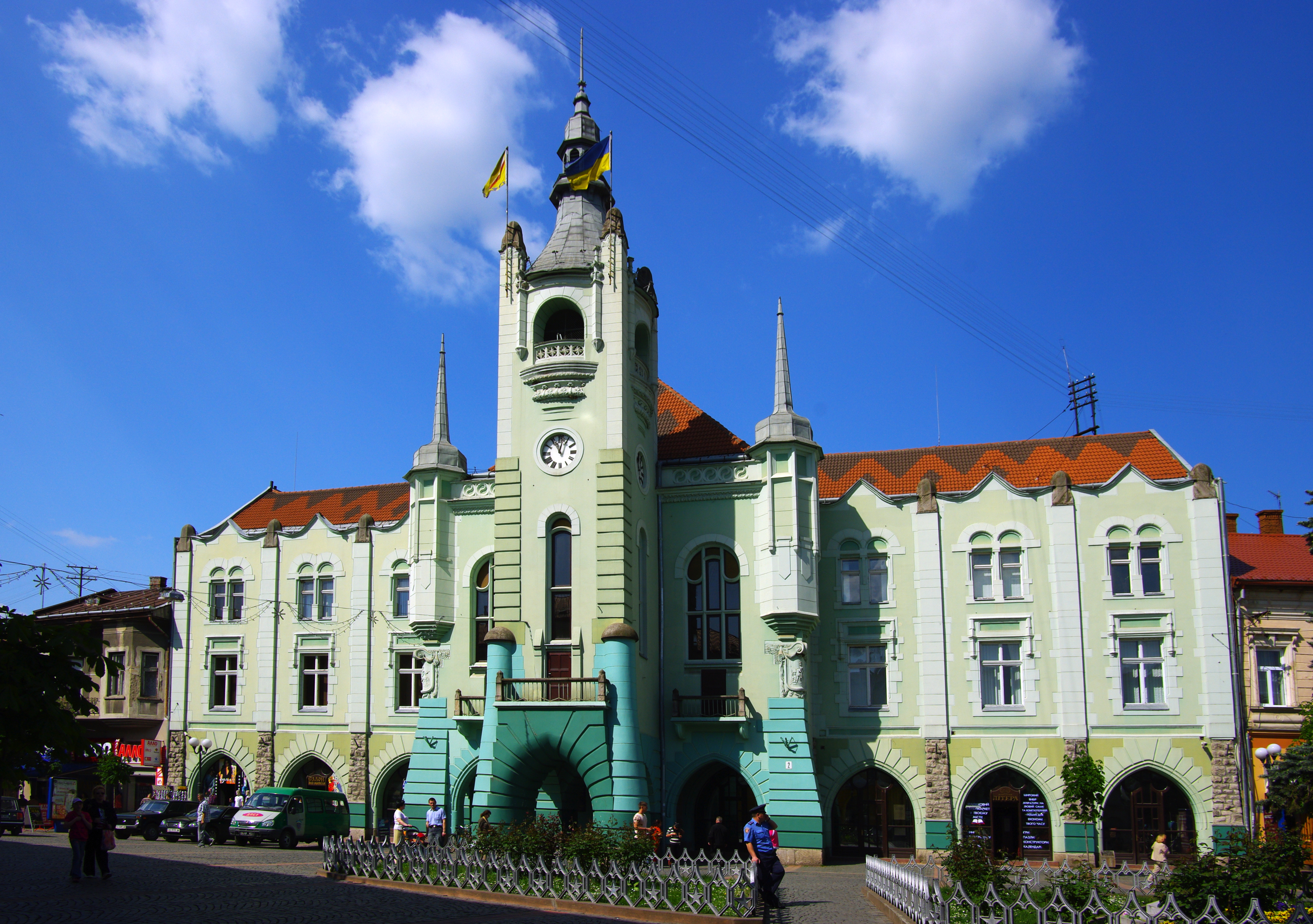
Casa consistorial de Mukáchevo
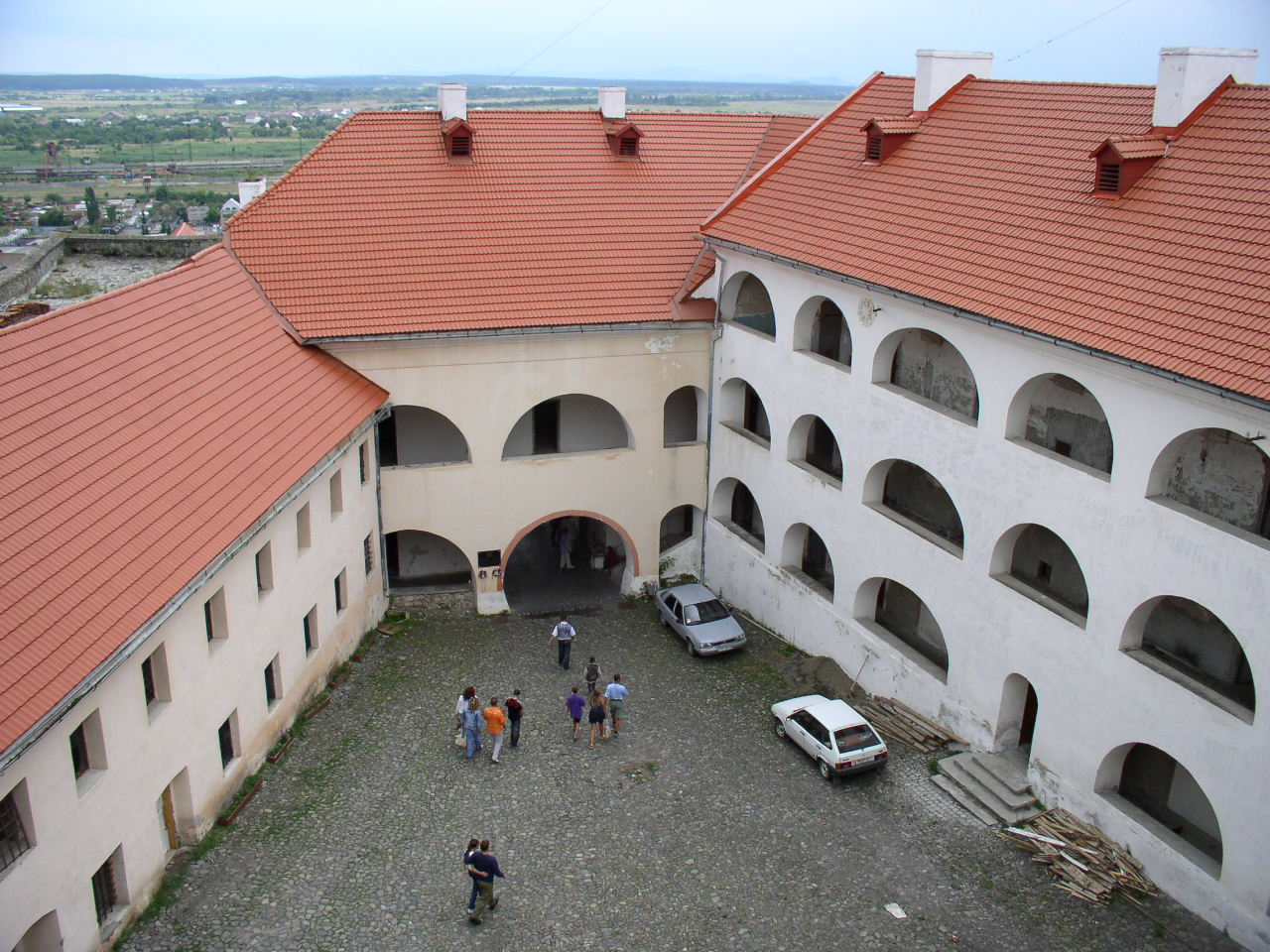
Interior del Castillo Palánok

## Ciudades hermanadas
Mukáchevo está hermanada con las siguientes ciudades:
- Bamberga, Alemania.
- Pelhřimov, Chequia.
- Humenné y Prešov, Eslovaquia.
- Eger y Mátészalka, Hungría.
- Mielec, Polonia.[8]
- Senta y Subotica, Serbia.
- Jartsizsk y Kolomyia, Ucrania.